# American Indian Movement

La bandiera del movimento dei nativi americani

L'American Indian Movement è un gruppo  di pressione dei Nativi americani, fondato nel luglio del 1968 a Minneapolis, Minnesota.  L'AIM è stato inizialmente fondato per salvaguardare la sovranità degli Indiani d'America, trattando temi come la spiritualità. Ha denunciato numerosi episodi di molestie della polizia e di razzismo contro i nativi americani costretti ad abbandonare la loro cultura tribale.